# Bilad el Cheïkh
Bilad el Cheïkh (ou Balad al-Sheikh ou encore Balad ash-Shaykh selon la translittération la plus récente ; بلد الشيخ, littéralement Pays du Sage) est une ancienne ville palestinienne située juste au nord du Mont Carmel, à 7 kilomètres au sud-est de Haïfa. Sa population a été expulsée en 1948, et la ville relève administrativement maintenant de la ville israélienne de Nesher.

## Géographie
La ville avait une superficie de 9 849 dounams dont 5 844 était possédés par des résidents arabes. En 1945, la ville avait 4 120 habitants arabes, ce qui en faisait une des localités les plus peuplées de la région. La ville se situait à une altitude de 75 m au-dessus de la mer. La population de 1948 est estimée à 4779 habitants.
Le village était proche de la grande route Haïfa-Samakh ; une piste d’aviation se trouvait à 2 km au nord. Ses maisons étaient pour la plupart construites en pierre et en ciment.
La plupart des habitants qui ont fui Bilad al-Cheikh sont des réfugiés et résident dans diverses localités arabes dont Acre et Haïfa. Les terres de Bilad el Cheïkh sont actuellement gérées par la ville israélienne de Nesher.

## Histoire

### Période ottomane

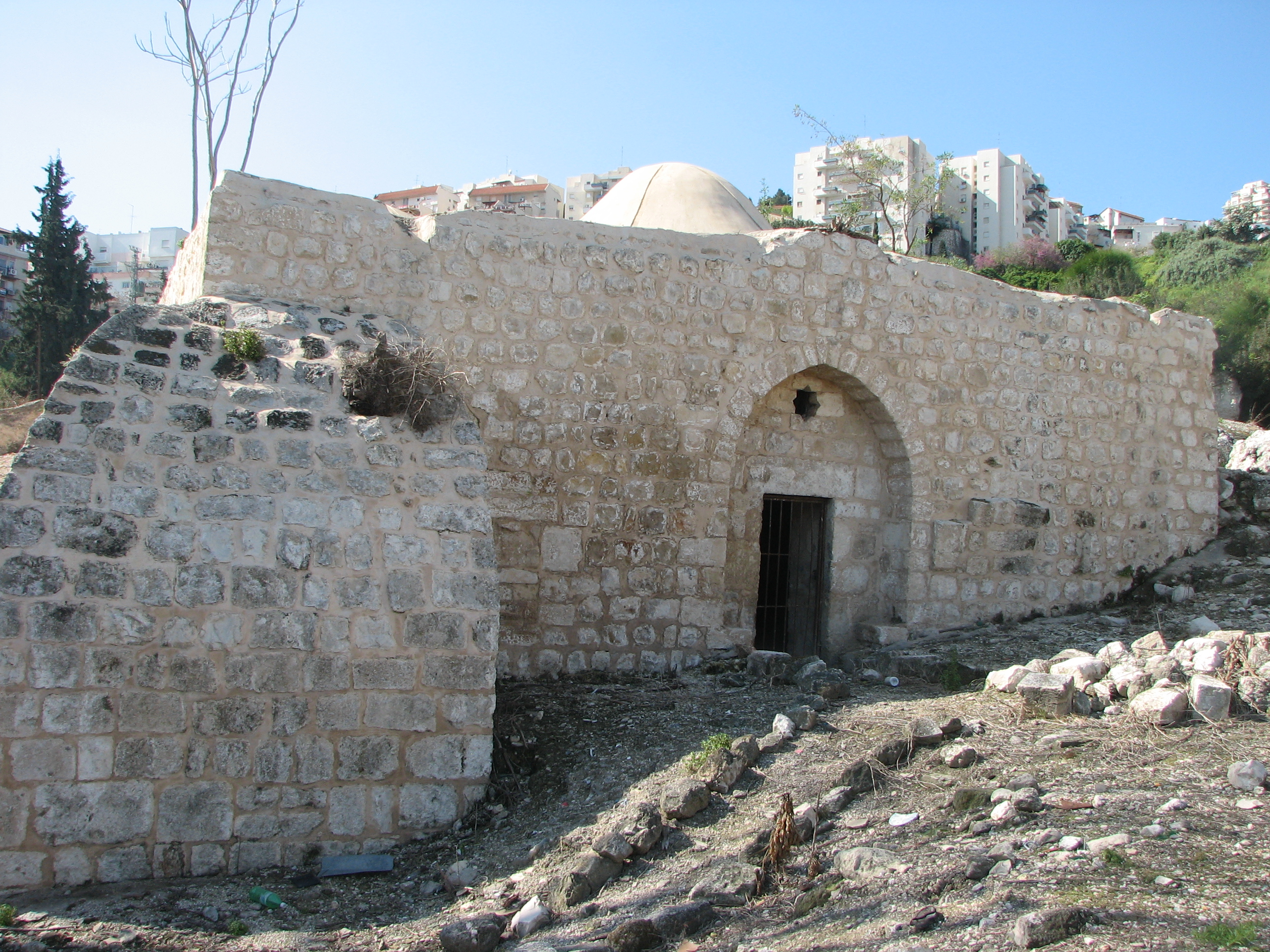
Le maqâm de cheikh Abdallah Al-Sahli à Balad al-Sheikh, photographié en 2010.

Le nom de la ville fait référence au cheikh Abdullah as-Sahli, un soufi renommé, à qui le sultan Sélim II attribua les revenus fiscaux du village au XVIe siècle.
En 1816, le voyageur britannique James Silk Buckingham (en) passe à "Belled-el-Sheikh".
En 1859, sa population est estimée à "200 âmes" ; en 1875, Victor Guérin estime sa population à 500 personnes. Il décrit des maisons construites en plusieurs étapes, l’une au-dessus de l’autre ; la plupart du temps, une cabane de branchages est construite sur le toit où les habitants passent la nuit l’été pour bénéficier de la fraicheur. Il note aussi la présence des jardins sous le village, entourés de cactus et plantés de grenadier, d’oliviers, de figuiers et de palmiers.
En 1881, le PEF le décrit comme un village de taille moyenne au pied du Mont Carmel, avec de bonnes sources. En 1887, une école est créée.

### Période mandataire
Cette section ne s'appuie pas, ou pas assez, sur des sources secondaires ou tertiaires indépendantes du sujet. Le texte peut contenir des analyses inexactes ou inédites de sources primaires.
Pour l'améliorer, ajoutez-en, ou placez des modèles {{Source secondaire souhaitée}} ou {{Source secondaire nécessaire}} sur les passages mal sourcés. (avril 2025)

Cartes historiques.
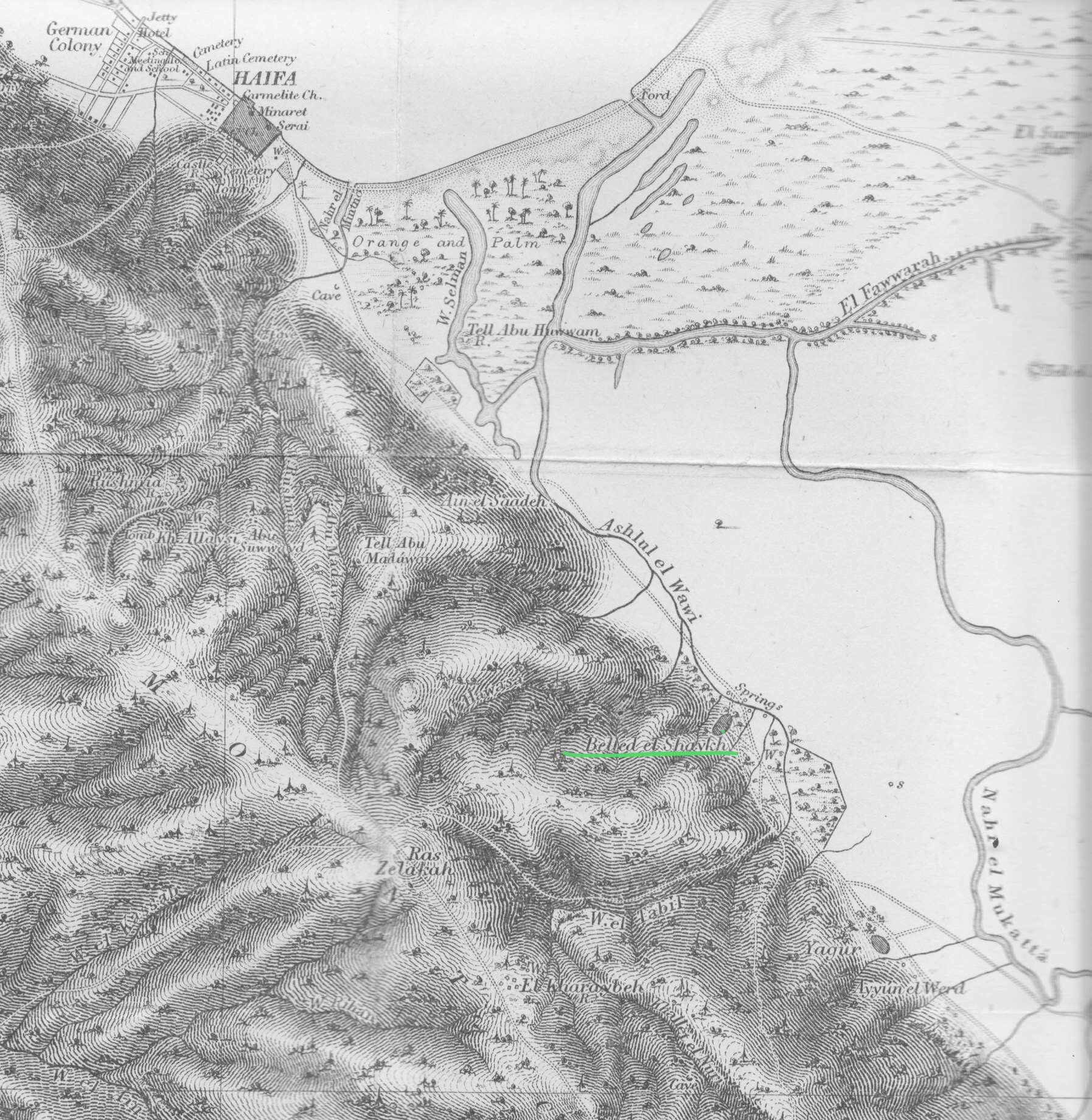
Carte du Palestine Exploration Fund, 1875.
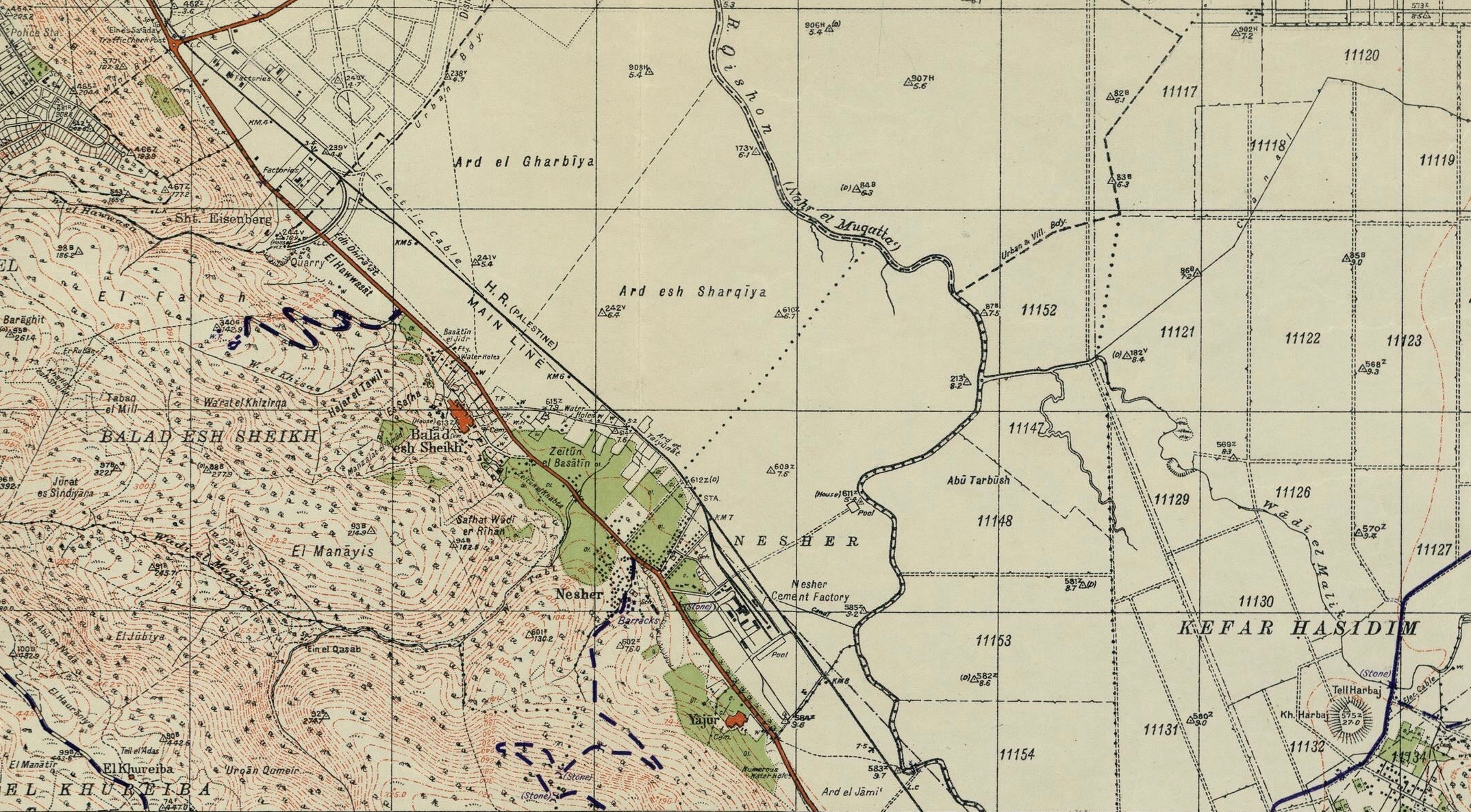
Carte de 1942 au 1:20 000.
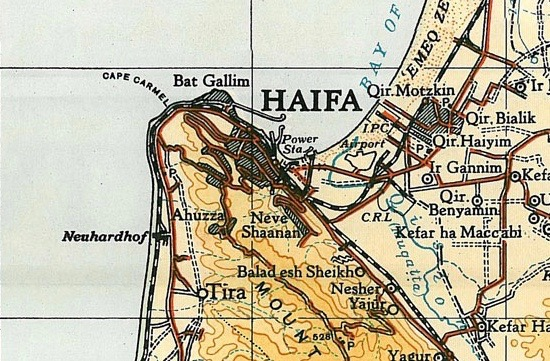
Carte de 1945 au 1:250 000.

Au recensement de 1922, mené par le mandat britannique, Bilad el Cheikh avait une population de 406 habitants, tous musulmans sauf un chrétien de confession melchite. Au recensement suivant, les musulmans sont désormais 747, y compris les tribus bédouines vivant à proximité, et le village compte 247 maisons.
La ligne de chemin de fer de la vallée de Jezréel (en) passait à 500 m à l’est du village. La gare de Bilad el Cheïkh, parfois  appelée gare de Shumariyyah, et gare de Tel Hanan après 1948, est construite en 1904. C’était la deuxième gare de la première ligne. En 1913, les Ottomans prolongent la ligne vers Acre, dont cette gare était le terminus.
En 1929, des habitants du village attaquent la cimenterie de Nesher et incendient une ferme de femmes[précision nécessaire],. En 1934, un nouveau cimetière destiné aux musulmans d’Haïfa est installé près du village, où le guérillero de légende Izz al-Din al-Qassam est enterré, transformant l’endroit en zone de tensions entre Juifs et Arabes.
Pendant la grande révolte arabe des années 1930, il y eut plusieurs attaques contre les bus juifs près de Bilad el Cheïkh. En mai 1936, un poste de police est ouvert pour mettre fin à ces attaques. Le 21 mai, un bus juif est la cible de tirs dans sa traversée du village. En octobre 1936, une escarmouche opppose des insurgés arabes et un détachement britannique, soutenu par l’aviation, a lieu près du village. Le 22 février 1937, deux policiers britanniques sont attaqués au village, l’un d’entre eux est tué, car il aurait enquêté sur la mort de trois juifs à Yagur en 1931.
D’autres attaques sur les bus juifs ont lieu entre juillet et octobre 1938 ; le 13 juillet notamment, deux bus sont caillassés et la cible de tirs, et l’un des deux est incendié. Le 18 avril 1939, une vaste opération de ratissage menée par l’armée et la police a pour objectif de retrouver des personnes suspectées de meurtres à Haïfa. Un grand nombre d’Arabes sont interrogés, et dix arrêtés. Le 26 mai, Mordechai Shechtman, conducteur de train, est tué dans une embuscade à l’aiguillage près de Bilad el Cheïkh.
Selon l’enquête Village Statistics de 1945, la superficie de la ville était de 9 849 dunams, dont les Arabes détenaient 5 844, le restant étant en majorité propriété publique. La même année, la population était de 4120 musulmans,. 386 dunams étaient plantés de vergers et irrigués, 4410 cultivés pour des céréales et 221 dunams étaient construits.
Bien que les ressources principales du village soient la culture et l’élevage, quelques habitants avaient un travail salarié à Haïfa.

### Guerre de 1948

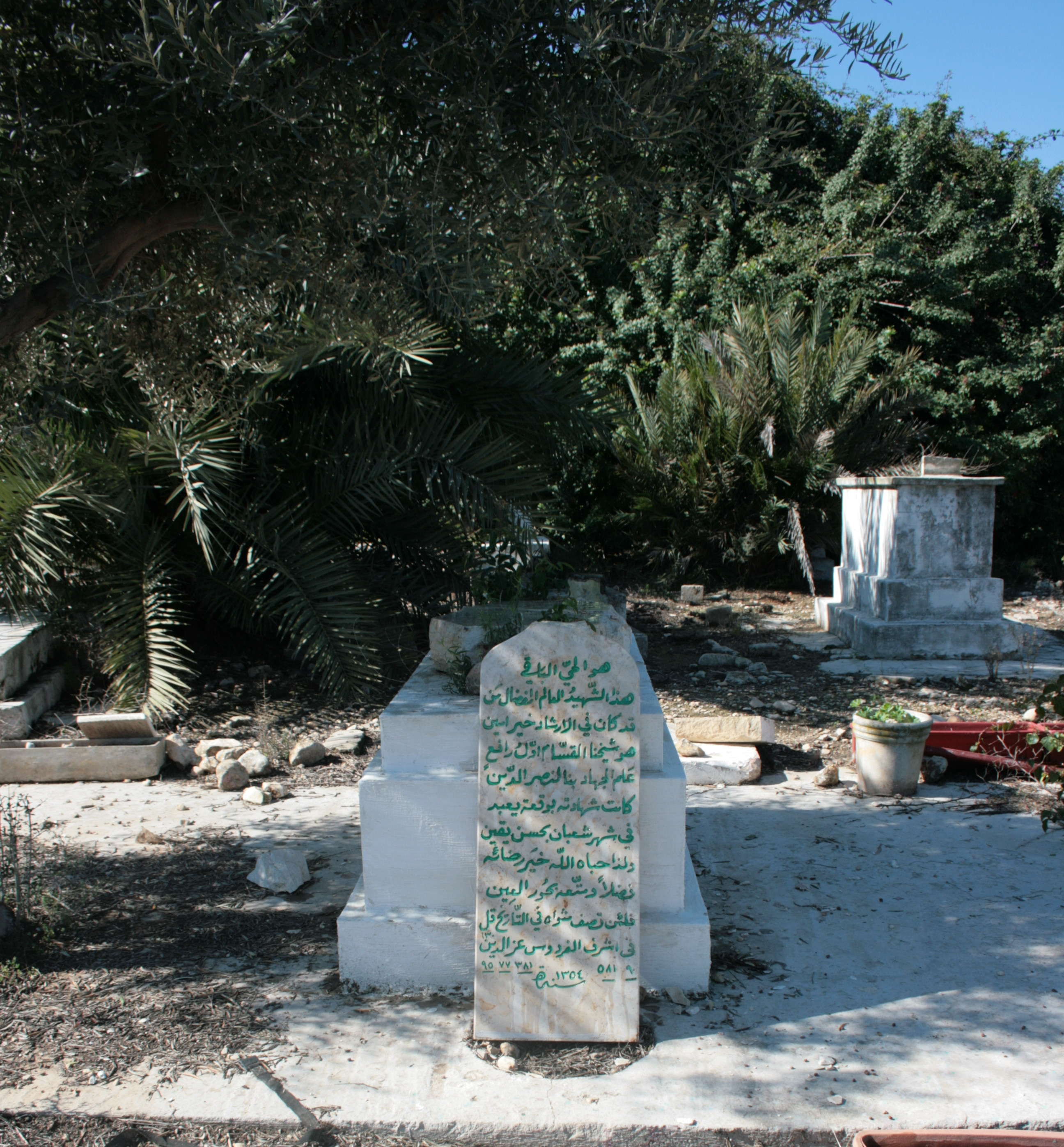
Tombe d’Izz al-Din al-Qassam, enterré au cimetière musulman d’Haïfa en 1935.

Le 31 décembre 1947, des combattants de la Haganah sont entrés dans la ville déguisés en arabes et ont tué 14 habitants, dont 10 femmes et enfants. Cette attaque était des représailles à celle qui avait été menée la nuit précédente par les arabes contre la raffinerie de Haïfa. Selon l'historien israélien Aryeh Yitzhaki, l'attaque a eu lieu le 30 janvier 1947 lorsqu'une coalition entre les forces du Palmach et de la Haganah sont entrés dans la ville pour y dévaster des maisons. La plupart des 60 résidents tués étaient des civils,.
Le 2 décembre 1947, un bus ramenant des ouvriers de la cimenterie de Nesher est la cible de coups de feu en passant près du village. Le 8, un autre bus venant du kibboutz Gvat est attaqué à un barrage routier installé par des Arabes, faisant deux morts. Le 10, une patrouille de la police rurale juive qui escortait des bus juifs ouvre le feu sur des Arabes qui bloquaient la route près du village. Plusieurs familles quittent le village. Le 11 ou le 12 décembre, la Haganah attaque le village et tue six Palestiniens,.
Après ces combats, les transports juifs ont évité la traversée du village : le trajet d’Haïfa à Nesher, Yagur et la vallée de Jezréel passe par through Check Post junction, Krayot, Kfar-Hassidim et Yagur.
Le 30 décembre, a lieu un attentat de l’Irgoun contre des ouvriers arabes, suivi d’un lynchage d’ouvriers juifs par leurs collègues arabes. Il y a 6 morts côté arabe, 39 côté juif (ou 41), et des dizaines de blessés de part et d’autre. Le lendemain, Haïm Avinoam, de la Haganah, reçoit l’ordre d’« encercler le village, le mettre à sac, tuer le plus d’hommes possibles, et de s’abstenir de s’en prendre aux femmes et aux enfants ». Il dispose de 170 hommes du Palmach. Plus de 60 Palestiniens sont massacrés, dont des femmes et des enfants, et des dizaines de maisons détruites. Selon Aryeh Yitzhaki, l’attaque est menée par des unités du Palmach et de la Haganah qui ont opéré le plus souvent à l’intérieur des maisons, ce qui causa la mort de nombreux non-combattants. Le 7 janvier 1948, une partie des habitants quitte le village, et des volontaires arabes venus d’Haïfa s’installent pour défendre le village. Ils sont ensuite remplacés par une garnison de la légion arabe, qui part début avril 1948. Les villageois qui s’étaient installés à proximité de leur camp retournent au centre du village.
À partir du 22 avril, après la bataille d’Haïfa (en), la grande majorité des non-juifs encore présents en ville ont fui les combats et la violence des milices sionistes. Les habitants de Bilad el Cheïkh commencent de quitter leur village au même moment. Le 24 avril, la brigade Carmeli encercle le village, et confisque les armes des habitants ; elle saisit 22 vieux fusils hors d’usage (et une Sten, selon Benny Morris). Les habitants demandent un cessez-le-feu, et la Haganah exige que toutes les armes lui soient données. Les habitants demandent alors de l’aide à l’armée britannique. Le lendemain 25 avril, la Haganah bombarde le village avec des mortiers ; des mitrailleuses sont aussi utilisées. L’armée britannique, après avoir négocié avec les deux parties, conseille (ou ordonne) aux Arabes d’évacuer le village, et les transporte avec une vingtaine de camions vers Nazareth. Le 29, il ne reste qu’une vingtaine de familles,.

## Colonisation
En 1949, Bilad el-Cheïkh est occupée par des Israéliens qui s’installent dans les maisons arabes, renomment la zone Tel Chanan, qui fait partie de la ville de Nesher.

## De nos jours
La plupart des habitants de Bilad el Cheïkh sont aujourd’hui des présents absents, citoyens israéliens aux droits réduits, et habitent pour la plupart dans des quartiers arabes d’Haïfa ou d’Acre.
Walid Khalidi, historien palestinien, décrit les restes de la ville en 1992 :
« De nombreuses maisons et commerces arabes existent toujours et sont occupés par les colons. Le cimetière est visible et il est négligé. ».
En 1998, les descendants des habitants de Bilad el Cheïkh sont estimés au nombre de 29 349. En 1999, le cimetière musulman et la tombe d’Al-Qassam ont été profanés.

## Lieux et monuments
La ville recèle un maqâm dédié au cheikh Abdullah as-Sahli. Sa tombe se trouve au cimetière du village, sur le Mont Carmel. La tombe de Izz al-Din al-Qassam, considéré comme un des pères de la résistance palestinienne, est située à Bilad el Cheïkh. Elle a été vandalisée en 1999.